# Tajemství (kniha)
Tajemství (v anglickém originále The Secret) je kniha z roku 2006 od autorky Rhondy Byrneové, inspirována stejnojmenným filmem. Kniha se věnuje principu „zákona přitažlivosti“, který říká, že myšlenky mohou změnit život člověka. V češtině vyšla roku 2008 v nakladatelství Ikar s překladem Marie Sommerové . 
Tajemství je úvodní knihou cyklu, v edici Secret v nakladatelství Ikar postupně vyšly ještě další tři autorčiny knihy: Moc (2011), Kouzlo (2013) a Hrdina (2014).

## Pozadí
Tajemství bylo nejprve vydáno jako film v březnu 2006 a později stejného roku vyšla i kniha. Dílo je ovlivněno knihou Wallace Wattlese z roku 1910 s názvem The Science of Getting Rich, kterou Byrneová obdržela od své dcery během těžkého životního období v roce 2004. Autoři bestselleru The Passion Test Janet Bray Attwoodová a Chris Attwood nejsou sice ve filmu nebo knize zmíněni, ale provedli 36 z 52 rozhovorů pro film, z nichž mnohé jsou uvedeny v knize.
Kniha Tajemství posloužila jako námět pro film z roku 2020 Tajemství: Odvaha snít.

## Přehled
Byrneová znovu představuje názor původně popularizovaný osobnostmi jako jsou například Madame Blavatská a Norman Vincent Peale, který pojednává o tom, že přemýšlení o určitých věcech způsobí jejich zhmotnění. Byrneová uvádí příklady historických osob, které toho údajně dosáhly. Uvádí přitom tříkrokový systém: požádejte, věřte a přijímejte. Tento systém je založen na citátu z Bible, Matouš 21:22:, „Když budete věřit, dostanete, o cokoli v modlitbě požádáte.“
Byrneová zdůrazňuje důležitost vděčnosti a představivosti pro dosažení svých tužeb. To ukazuje i na příkladech. Další kapitoly popisují, jak zlepšit prosperitu, vztahy a zdraví člověka pomocí obecnějších myšlenek o vesmíru.

## Přijetí

### Celek
Kniha byla přeložena do 50 jazyků a prodalo se přes 30 milionů výtisků. Částečně díky vystoupení v Show Oprah Winfreyové vydělal film i kniha tržbu 300 milionů dolarů (do roku 2009). Byrneová následně uvedla na trh zboží s motivy Tajemství a několik souvisejících knih.

### Kritika
Americká moderátorka Oprah Winfreyová je zastánkyní knihy. V Show Larryho Kinga řekla, že poselství, které kniha Tajemství dává, je poselstvím, které se snaží šířit se světem ve své show celých 21 let. Autorka Rhonda Byrneová byla již dříve pozvána do její show spolu s lidmi, kteří také Tajemství věří.
Valerie Frankelová z časopisu Good Housekeeping napsala článek o tom, jak zkusila využít principy Tajemství po dobu 4 týdnů. Mezitím, co dosáhla některých cílů, další oblasti se zlepšily. Závěrečné hodnocení Frankelové zní: „Sčítání mých požehnání bylo povznášející, připomnělo mi to věci, které jsou v mém životě už teď skvělé. Představivost mě donutila věnovat pozornost tomu, po čem opravdu toužím. A smát se není nikdy špatný nápad. Pokud ignorujete skutečně jednoduché postupy (ne, nebudete zatraceni v mizerném životě za to, že budou vaše myšlenky negativní) a hokus pokus (vesmír mi nepřinese nové auto; je zaneprázdněný), je v knize několik užitečných rad. Ale není to nic, co byste ještě nevěděli.“
Bob Doyle, významný učitel zákona přitažlivosti, ve filmu Tajemství rovněž vystupuje. Je známý díky svému programu Wealth Beyond Reason (v překladu Bohatství nad rozum).
V roce 2009 vydala Barbara Ehrenreichová knihu Bright-Sided: How the Relentless Promotion of Positive Thinking Has Undermined America jako reakci na knihy typu Tajemství, ve které uvádí, že tato díla propagují politické sebeuspokojení a neschopnost jednat s realitou.
Mark Manson, autor knihy Důmyslné umění, jak mít všechno u pr**le, píše, že kniha je „plná zatracených klišé, hloupých citací a pověrčivých žvástů,“ a označuje ji za „knihu na vlastní nároky a soustředění se na sebe,“ kterou „komukoli, kdo si ji přečte a uplatní její rady ..., se z dlouhodobého hlediska pravděpodobně život zhorší.“
John G. Stackhouse Jr. uvedl historický kontext, označil knihu jako Nové myšlení a populární náboženství a dospěl k závěru, že „to není nové a není to tajemství“.
Vědecká tvrzení Rhondy Byrneové, zejména ta týkající se kvantové fyziky, byla odmítnuta řadou autorů, včetně Christophera Chabrise a Daniela Simonse z The New York Times a harvardské fyzičky Lisy Randallové. Mary Carmichael a Ben Radford, kteří píší pro Center for Inquiry, také poukázali na to, že Tajemství nemá žádný vědecký základ, když uvedli, že kniha představuje: „časem ošlehaný trik směšování banálních věcí, které jsou předem dané s magickým myšlením a představením skrytých znalostí: v zásadě je to nový typ Nového myšlení.“